# Color (manga)
Color (farve) er en etbinds manga fra 1999 af Eiki Eiki og Taishi Zaou. Mangaen er ikke oversat til dansk, men Egmont Manga & Anime har udsendt en tysk oversættelse og Digital Manga Publishing en engelsk.
Mangaen indeholder flere seksuelle scener og er uegnet for børn.

## Baggrund
I 1994 udgav Maki Tono doujinshien Sleep Walker med bidrag af en række gæsteforfattere, heriblandt de to dengang begyndere Taishi Zaou og Eiki Eiki. De to blev derved opmærksomme på hinanden og fulgte i de følgende år hinandens udgivelser af doujinshier men uden at give sig til kende. I 1996 Taishi Zaou imidlertid et langt fanbrev til Eiki Eiki, der prompte svarede, og snart fulgte yderligere brevveksling og talrige faxe. Da Taishi Zaou så flyttede til Tokyo blev de hurtigt venner, da de var fuldstændig på linje.
Til slut valgte de så at udgive Color sammen med sig selv som forbilleder. Familierelationerne i mangaen er dog fri fantasi ligesom det tætte forhold mellem figurerne. Ikke desto mindre gav mangaen anledning til en del misforståelser, og selv redaktionen spurgte på et tidspunkt, om de to mangaka var lesbiske.
Arbejdet med mangaen gav dog også anledning til forskellige udfordringer for de to mangaka, der hidtil havde arbejdet hver for sig. Dels passede arbejdskalenderne ikke sammen, idet mangaen skulle laves indimellem deres andet arbejde som f.eks. Eiki Eikis serie Prime minister. Dels krævede Eiki Eiki mindst en sexscene pr. kapitel, hvad Taishi Zaou egentlig ikke havde brug for. Og endelig gjaldt det om at få tegningerne af de forskellige figurer, som de havde delt mellem sig, til at passe sammen. De tos tegnestile har ellers ry for at ligne hinanden men i praksis er der visse forskelle. Ved senere samarbejder har det da også typisk været Taishi Zaou alene der tegnede, mens Eiki Eiki forfattede teksten.

## Synopsis
Takashiro Tsuda får sig lidt af en overraskelse da han udstiller på vennen Maki Tonos galleri med maleriet "Color" lige ved siden af Sakae Fujiwaras med samme navn og i samme stil. Tilfældet vil at de snart efter begynder i den samme gymnasieklasse, og mens kammeraterne tænker deres, indleder de to et tæt forhold. Men en dag indhenter omverdenen og dens problemer dem begge.
Et par år efter Colors udgivelse efter byggede Eiki Eiki videre på historien i The Art of Loving, der beskæftiger sig med bifigurerne Maki Tonos og Yutaka Fujiwaras fortid.

## Manga
| Bind | Titel | Udgivet i Japan | Japansk ISBN-nummer |
| ---- | ----- | --------------- | ------------------- |
| -    | Color | 1. februar 1999 | ISBN 4-403-66012-6  |
|      |       |                 |                     |

## Anmeldelser
Courtney Kraft, der skriver for Graphic Novel Reporter, følte at Color var en "et ret indtagende stykke om to drenge, som udvikler sand kærlighed, der leder til fysisk tiltrækning" hvilket hun følte var det modsatte af hvordan hvordan forhold normalt beskrives i yaoi-genren.
Holly Ellingwood, der skriver for Active Anime, nød parallellerne mellem de to figurers møde og venskab og skabernes møde og venskab.
Danielle Leigh, der skriver for Comic Book Resources bemærkede at figurernes forhold var "baseret på ligeværdig kærlighed, respekt og interesse", hvilket hun følte manglede i andet yaoi.
Connie C., der skriver for Pop Culture Shock, følte at selvom hvert enkelt af mangaens kapitler var gode, var de ikke tilstrækkeligt forbundet med hinanden, hvorved historien blev usammenhængende.
Namtrac, der skriver for Homosexualité et manga : le yaoi, følte at Color kun var af interesse for dem der var nye i boys love grundet dens "lette" og "venlige" historie, "alt andet end mindeværdige" figurer, "komedie der ikke rammer plet" og "lunkne sexscener". Namtrac følte at den "mest interessante" del af Color var bonuserne.
Faustine Lillaz, der skriver for PlaneteBD beskrev Color som "fin men kvaliteten er stadig gennemsnitlig", men nød væksten i forholdet mellem figurerne, som føltes utvunget for Lillaz, og hvor skarpsindigt følelserne er beskrevet. Hun skrev dog at nogle gange føltes plottet hastet igennem grundet at historien skulle være i et bind.
NiDNiM, der skriver for Manga-News følte at historien var "velkonstrueret trods dens lethed", ønskede at vide mere om figurerne og udtrykte frustration over at mangaen kun var på et bind.